# Феномен (филм из 1985)
Феномен (итал. Phenomena) је италијански ђало хорор филм из 1985. године, режисера Дарија Арђента, са Џенифер Конели, Доналдом Плезенсом, Даријом Николоди и Каспаром Капаронијем у главним улогама. Радња прати младу девојку по имену Џенифер Корвино, која долази у швајцарски интернат, где открива да поседује телепатске моћи, помоћу којих може да комуницира са инсектима. Заједно са стручњаком за инсекте, професором Макгрегором, Џенифер покушава да открије идентитет серијског убице и тако постаје његова главна мета.
Филм је добио претежно позитивне критике. На сајту Rotten Tomatoes оцењен је са 78%, а филмски критичар Џон Кенет Мјур је у својој рецензији хорор филмова из 1980-их, назвао Феномен „необичним” и „чудном мешавином” хорора са натприродним елементима. Редитељу је замерено убацивање хард рок музике тамо где јој није било место.
Након премијере у Италији, продукцијска кућа Њу лајн синема откупила је права за приказивање у Сједињеним Америчким Државама. Из филма је исечено преко 20 минута и приказан је под насловом Creepers.

## Радња
Пошто закасни на аутобус, изгубљена туристкиња у малом швајцарском насељу, Вера Брант, одлази да тражи помоћ. Након што уђе у једну кућу, напада је непозната особа и на крају убија маказама.
Осам месеци касније, инспектори траже помоћ око решавања убиства од ентомолога проф. Џона Макгреора, док у швајцарску женску академију „Рихард Вагнер” стиже Џенифер, ћерка славног холивудског глумца Пола Корвина.

## Улоге
| Глумац              | Улога                   |
| ------------------- | ----------------------- |
| Џенифер Конели      | Џенифер Корвино         |
| Доналд Плезенс      | професор Џон Мекгрегор  |
| Дарија Николоди     | Фрау Брикнер            |
| Танга               | Инга                    |
| Далила ди Лазаро    | директорка              |
| Патрик Бошо         | инспектор Рудолф Гејгер |
| Фиоре Арђенто       | Вера Брант              |
| Федерика Мастројани | Софи                    |
| Каспар Капарони     | Карл                    |
| Фјоренца Тесари     | Жизела Сулцер           |
| Марио Донантоне     | Морис Шапиро            |
| Франческа Отавијани | медицинска сестра       |
| Мајкл Сови          | Курт                    |
| Дарио Арђенто       | глас                    |
| Франко Тревиси      | агент за некретнине     |
| Давиде Марота       | син фрау Брикнер        |

Каснија Оскаровка, Џенифер Конели, се по први пут у каријери нашла у главној улози неког филма. Доналд Плезенс се претходно прославио у хорор жанру улогом др Семјуела Лумиса у филмском серијалу Ноћ вештица. Након филмова: Тамно црвено, Суспирија, Инферно и Безумље Арђенто наставља сарадњу са супругом, Даријом Николоди. Феномен је био филмски деби Каспера Капаронија који се касније прославио улогом у ТВ серији Инспектор Рекс.